# Rubens (futebolista, 2001)
Rubens Antônio Dias (Tumiritinga, 21 de junho de 2001) é um futebolista brasileiro que atua como meio-campista. Atualmente, joga pelo Dínamo de Moscou, da Rússia. 

## Carreira

### Atlético Mineiro
Rubens nasceu no município de Tumiritinga, em Minas Gerais, chegando às categorias chegou ao Galo em 2016 para o Sub-15.

#### 2021
Tendo sido relacionado para uma partida do Brasileirão de 2020, chamou a atenção ao ser o grande destaque individual do Galo em 2021 pelo Sub-20, com 15 gols e dez assistências marcados em 32 jogos oficiais entre Campeonato Mineiro, Copa do Brasil e Campeonato Brasileiro dos juniores. Fez sua estreia neste mesmo ano em 7 de março de 2021, na goleada de 4–0 sobre o Uberlândia pelo Campeonato Mineiro, e ao final da temporada foi relacionado pela primeira vez aos por Cuca na 38ª rodada do Campeonato Brasileiro contra o Grêmio, apesar de não ter entrado. Ainda, renovou seu contrato em 25 de setembro de 2021 até dezembro de 2023.

#### 2022
Nessa temporada definitivamente passou a integrar o elenco do time principal do Galo, tendo disputado a Copa São Paulo de Futebol Júnior da temporada com três jogos e três gols. Com a chegada de Antonio Mohamed, Rubens passou a atuar como lateral-esquerdo e suas boas atuações o fizeram alternar entre ela e sua posição original nas categorias de base, meia. Ganhou sua primeira chance como titular na equipe mineira em 24 de março, na vitória por 1–0 sobre a Caldense na quinta rodada do Campeonato Mineiro.
Em 22 de agosto, renovou seu contrato até 2025. Disputou 43 partidas na temporada devido às ausências de Guilherme Arana e Dodô em muitas partidas por lesões. Sendo considerado um dos poucos destaques do Galo na temporada, foi especulado no Fenerbahce, da Turquia.

#### 2023
Na 36ª rodada do Campeonato Brasileiro, marcou o último gol da boa vitória sobre o Flamengo por 3–0 em 29 de novembro.
Foram 39 partidas, dois gols e três assistências nessa temporada, consolidando-se no time por sua versatilidade.

#### 2024
No dia 29 de janeiro de 2024, foi anunciada sua renovação de contrato com o Galo até dezembro de 2027.
Tendo atuado em oito jogos com três participações e titular, Rubens acabou sofrendo um lesão grave no joelho esquerdo aos 10 minutos do primeiro tempo em jogo contra o Criciúma no dia 17 de março, pela 2ª rodada do Brasileiro. Apenas em julho voltou aos campos para a fase de transição da lesão. No mesmo mês, foi relacionado pelo técnico Gabriel Milito em partida contra o CRB válido pelas oitavas da Copa do Brasil.
Em 12 de setembro de 2024, ao entrar no segundo tempo da partida, Rubens completou 100 jogos pelo clube contra o São Paulo nas quartas de final da Copa do Brasil.
Rubens encerrou a temporada,  com muito altos e baixos. Teve momentos de brigar pela titularidade, mas uma lesão, no início do Brasileiro, o deixou fora de combate por quatro meses. Ele voltou a ganhar minutos na reta final, em busca de ritmo de jogo. Sofreu críticas em alguns jogos, teve uma expulsão infantil, mas recuperou-se e foi decisivo na permanência atleticana na Série A. Nesta temporada, disputou 36 jogos, marcou três gols e anotou duas assistências.

### Dínamo de Moscou
Em 31 de julho de 2025, Rubens foi oficialmente anunciado pelo Dínamo de Moscou. O jogador assinou um contrato com o clube russo até julho de 2030. De acordo com o ge, O jogador foi negociado por 12 milhões de euros (R$ 78 milhões aproximadamente) com a equipe russa.

## Títulos

### Atlético Mineiro[17]
- Campeonato Mineiro: 2021, 2022, 2023, 2024 e 2025
- Campeonato Brasileiro: 2021